# Calyptranthes
Calyptranthes är ett släkte av myrtenväxter. Calyptranthes ingår i familjen myrtenväxter.

## Bildgalleri

## Dottertaxa tillCalyptranthes, i alfabetisk ordning[1]
- Calyptranthes acevedoi
- Calyptranthes acunae
- Calyptranthes acutissima
- Calyptranthes aequatoriensis
- Calyptranthes affinis
- Calyptranthes albicans
- Calyptranthes amarulenta
- Calyptranthes amoena
- Calyptranthes ampliflora
- Calyptranthes amshoffae
- Calyptranthes anacletoi
- Calyptranthes anceps
- Calyptranthes angustifolia
- Calyptranthes apicata
- Calyptranthes apoda
- Calyptranthes arborea
- Calyptranthes arenicola
- Calyptranthes aromatica
- Calyptranthes banilejoana
- Calyptranthes baracoensis
- Calyptranthes barkeri
- Calyptranthes bartlettii
- Calyptranthes bergii
- Calyptranthes bialata
- Calyptranthes bimarginata
- Calyptranthes bipennis
- Calyptranthes blanchetiana
- Calyptranthes boldinghii
- Calyptranthes bracteata
- Calyptranthes bracteosa
- Calyptranthes brasiliensis
- Calyptranthes brevispicata
- Calyptranthes buchenavioides
- Calyptranthes bullata
- Calyptranthes calderonii
- Calyptranthes calophylla
- Calyptranthes calyptrata
- Calyptranthes canaliculata
- Calyptranthes canapuensis
- Calyptranthes capitata
- Calyptranthes capitulata
- Calyptranthes cardiophylla
- Calyptranthes carinata
- Calyptranthes caudata
- Calyptranthes cephalantha
- Calyptranthes chiapensis
- Calyptranthes chrysophylloides
- Calyptranthes chytraculia
- Calyptranthes clarensis
- Calyptranthes clementis
- Calyptranthes clusiifolia
- Calyptranthes collina
- Calyptranthes compactiflora
- Calyptranthes compressa
- Calyptranthes concinna
- Calyptranthes conduplicata
- Calyptranthes contrerasii
- Calyptranthes crebra
- Calyptranthes cristalensis
- Calyptranthes cubensis
- Calyptranthes cuneifolia
- Calyptranthes cuprea
- Calyptranthes cuspidata
- Calyptranthes dardanoi
- Calyptranthes decandra
- Calyptranthes densiflora
- Calyptranthes densifolia
- Calyptranthes depressa
- Calyptranthes dichotoma
- Calyptranthes discolor
- Calyptranthes dryadica
- Calyptranthes elegans
- Calyptranthes elliptica
- Calyptranthes elongata
- Calyptranthes enneantha
- Calyptranthes eriocephala
- Calyptranthes eriopoda
- Calyptranthes ermitensis
- Calyptranthes estoraquensis
- Calyptranthes estremenae
- Calyptranthes exasperata
- Calyptranthes fasciculata
- Calyptranthes flavoviridis
- Calyptranthes forsteri
- Calyptranthes fusca
- Calyptranthes fusiformis
- Calyptranthes garciae
- Calyptranthes glabrescens
- Calyptranthes glandulosa
- Calyptranthes glazioviana
- Calyptranthes gracilipes
- Calyptranthes grammica
- Calyptranthes grandiflora
- Calyptranthes grandifolia
- Calyptranthes grandis
- Calyptranthes guayabillo
- Calyptranthes hatschbachii
- Calyptranthes heineriana
- Calyptranthes hernandezii
- Calyptranthes heterochroa
- Calyptranthes heteroclada
- Calyptranthes hintonii
- Calyptranthes hondurensis
- Calyptranthes hotteana
- Calyptranthes hylobates
- Calyptranthes insularis
- Calyptranthes involucrata
- Calyptranthes ishoaquinicca
- Calyptranthes izabalana
- Calyptranthes jefensis
- Calyptranthes jimenoana
- Calyptranthes johnstonii
- Calyptranthes karlingii
- Calyptranthes karwinskyana
- Calyptranthes kiaerskovii
- Calyptranthes killipii
- Calyptranthes krugii
- Calyptranthes krugioides
- Calyptranthes laevigata
- Calyptranthes lanceolata
- Calyptranthes langsdorffii
- Calyptranthes leonis
- Calyptranthes lepida
- Calyptranthes leptoclada
- Calyptranthes levisensis
- Calyptranthes lilloi
- Calyptranthes limoncillo
- Calyptranthes lindeniana
- Calyptranthes linearis
- Calyptranthes litoralis
- Calyptranthes lomensis
- Calyptranthes longicalyptrata
- Calyptranthes longifolia
- Calyptranthes loranthifolia
- Calyptranthes lozanoi
- Calyptranthes lucida
- Calyptranthes luetzelburgii
- Calyptranthes luquillensis
- Calyptranthes macrantha
- Calyptranthes macrocarpa
- Calyptranthes macrophylla
- Calyptranthes maestrensis
- Calyptranthes mammosa
- Calyptranthes manuensis
- Calyptranthes marmeladensis
- Calyptranthes martiusiana
- Calyptranthes martorellii
- Calyptranthes maxima
- Calyptranthes mayana
- Calyptranthes mayarensis
- Calyptranthes megistophylla
- Calyptranthes melanoclada
- Calyptranthes meridensis
- Calyptranthes micrantha
- Calyptranthes microphylla
- Calyptranthes millspaughii
- Calyptranthes minutiflora
- Calyptranthes mirabilis
- Calyptranthes moaensis
- Calyptranthes monocarpa
- Calyptranthes monteverdensis
- Calyptranthes mornicola
- Calyptranthes multiflora
- Calyptranthes munizii
- Calyptranthes myrcioides
- Calyptranthes nervata
- Calyptranthes nigrescens
- Calyptranthes nigricans
- Calyptranthes nipensis
- Calyptranthes nodosa
- Calyptranthes nummularia
- Calyptranthes oblanceolata
- Calyptranthes oblongifolia
- Calyptranthes obovata
- Calyptranthes obtusa
- Calyptranthes obversa
- Calyptranthes oligantha
- Calyptranthes oreophila
- Calyptranthes ovalifolia
- Calyptranthes ovata
- Calyptranthes ovoidea
- Calyptranthes pachyadenia
- Calyptranthes pallens
- Calyptranthes palustris
- Calyptranthes paniculata
- Calyptranthes paradoxa
- Calyptranthes pauciflora
- Calyptranthes paxillata
- Calyptranthes peduncularis
- Calyptranthes pendula
- Calyptranthes peninsularis
- Calyptranthes perlaevigata
- Calyptranthes petenensis
- Calyptranthes picachoana
- Calyptranthes picardae
- Calyptranthes pileata
- Calyptranthes pinetorum
- Calyptranthes pitoniana
- Calyptranthes pittieri
- Calyptranthes platyphylla
- Calyptranthes plicata
- Calyptranthes pocsiana
- Calyptranthes polysticta
- Calyptranthes portoricensis
- Calyptranthes pozasiana
- Calyptranthes proctorii
- Calyptranthes protracta
- Calyptranthes pseudoapoda
- Calyptranthes pseudobrunneica
- Calyptranthes pseudomoaensis
- Calyptranthes pteropoda
- Calyptranthes pulchella
- Calyptranthes pullei
- Calyptranthes punctata
- Calyptranthes quinoensis
- Calyptranthes restingae
- Calyptranthes rhodophylla
- Calyptranthes rigida
- Calyptranthes rostrata
- Calyptranthes rotundata
- Calyptranthes rubella
- Calyptranthes rufescens
- Calyptranthes rufotomentosa
- Calyptranthes ruiziana
- Calyptranthes rupicola
- Calyptranthes salamensis
- Calyptranthes salicifolia
- Calyptranthes samuelssonii
- Calyptranthes schiedeana
- Calyptranthes scoparia
- Calyptranthes selleana
- Calyptranthes sessilis
- Calyptranthes simulata
- Calyptranthes sintenisii
- Calyptranthes smithii
- Calyptranthes sordida
- Calyptranthes sparsiflora
- Calyptranthes speciosa
- Calyptranthes spicata
- Calyptranthes spruceana
- Calyptranthes strigipes
- Calyptranthes subcapitata
- Calyptranthes tenuipes
- Calyptranthes terniflora
- Calyptranthes tessmannii
- Calyptranthes tetraptera
- Calyptranthes thomasiana
- Calyptranthes toaensis
- Calyptranthes tonii
- Calyptranthes tricona
- Calyptranthes tridymantha
- Calyptranthes triflora
- Calyptranthes tumidonodia
- Calyptranthes tussaceana
- Calyptranthes umbelliformis
- Calyptranthes ursina
- Calyptranthes variabilis
- Calyptranthes websteri
- Calyptranthes venulosa
- Calyptranthes vexata
- Calyptranthes widgreniana
- Calyptranthes wilsonii
- Calyptranthes woodburyi
- Calyptranthes yaquensis
- Calyptranthes yaraensis
- Calyptranthes zanquinensis
- Calyptranthes zuzygium